# Augusta Vera Duthie
Pour les articles homonymes, voir Duthie.
Augusta Vera Duthie, née à Knysna dans la province du Cap-Occidental, le 18 juillet 1881 et morte le 8 août ou le 23 octobre 1963 dans la même ville, est une botaniste et universitaire sud-africaine. 

## Biographie
Née sur la propriété familiale de Belvidere, près de Knysna, elle est la deuxième fille d'Archibald Hamilton et d'Augusta Vera Duthie. Elle fait ses études au Collège huguenot de Wellington, de 1898 à 1901, où elle obtient son diplôme de biologie, puis réalise un master au South African College, en 1910. Elle soutient en 1929 une thèse de doctorat en sciences consacrée à la flore de Stellenbosch, intitulée The vegetation and flora of the Stellenbosch flats, à l'université d'Afrique du Sud.
Elle est nommée maître de conférences en botanique au Victoria College, actuelle université de Stellenbosch, en 1902. En 1912, elle fait un séjour d'étude d'une année à l'université de Cambridge, où elle mène des recherches avec Albert Charles Seward, puis passe une année en Australie en 1920. Elle dirige le département de botanique jusqu'en 1921 et fonde l'herbier de l'université en 1902,. Elle prend sa retraite académique en 1939, et retourne vivre dans la propriété familiale de Belvidere qu'elle gère après la mort de son dernier frère, et où elle meurt en 1963. Elle est enterrée à l'église de Belvidere.

## Éponymie
Les noms scientifiques de plusieurs plantes et d'un animal lui rendent hommage :
- un genre et une espèce d'Iridaceae, Duthiastrum (parfois corrigé en Duthieastrum (en)[5]) et Romulea duthieae ;
- une espèce de Balsaminaceae, Impatiens duthieae ;
- une espèce de Restionaceae, Ischyrolepis duthieae (syn. Restio duthieae) ;
- une espèce d'Asparagaceae, Ornithogalum duthiae ;
- trois espèces d'Aizoaceae, Psilocaulon duthieae, Ruschia duthiae et Stomatium duthieae ;
- une espèce de taupes dorées, Chlorotalpa duthieae.

## Publications
- Vegetation and Flora of the Stellenbosch Flats, 1929